# Stazione di Vaio-Ospedale
La stazione di Vaio-Ospedale è una fermata ferroviaria posta sulla linea Fidenza-Salsomaggiore Terme. Sita nel territorio comunale di Fidenza, in località Vaio, serve prevalentemente l'ospedale cittadino.

## Storia
La fermata di Vaio-Ospedale venne attivata con il cambio d'orario del 14 dicembre 2008.

## Impianti
La fermata conta un unico binario servito da un marciapiede; siccome sulla ferrovia Fidenza-Salsomaggiore il traffico è gestito a spola, cioè la tratta può essere percorsa da un solo treno per volta e tutti i servizi sono effettuati sempre con lo stesso convoglio che viaggia alternativamente nei due sensi, la fermata non è presenziata e non è dotata di nessun tipo di segnale.

## Movimento
La stazione è servita da treni regionali svolti da Trenitalia Tper nell'ambito del contratto di servizio stipulato con la Regione Emilia-Romagna.
La frequenza dei treni Fidenza-Salsomaggiore è semioraria nei giorni feriali ed oraria in quelli festivi. I treni fermano a Vaio-Ospedale a corse alterne.
A novembre 2019, la stazione risultava frequentata da un traffico giornaliero medio di circa 88 persone (37 saliti + 51 discesi).

## Servizi
La stazione è classificata da RFI nella categoria bronze.